# Гребная улица (Санкт-Петербург)
Гребна́я улица — улица на Крестовском острове в Петроградском районе Санкт-Петербурга. Проходит от Морского до Константиновского проспекта.

## История
Современное название присвоено улице в 1939 году. До этого называлась Владимирской улицей.

## Пересечения
- Морской проспект
- Константиновский проспект

## Транспорт
В 1947 году на всём участке улицы были уложены трамвайные пути. В 2007 году они были демонтированы. В итоге трамвайное движение на Крестовском острове было закрыто.
Ближайшая станция метро — «Крестовский остров».

## Достопримечательности
- Почётное консульство Чили (по Константиновскому проспекту, 22)